# SGang Gwaay
SGang Gwaay Llanagaay (haida za „Otočno selo Crvenog štapa”), poznato i kao Ninstints ili Nans Dins na engleskom jeziku, je selo na malom istoimenom otoku (engl. Anthony Island) južno od glavnog otoka otočja Haida Gwaii koje je odmah istočno od kopnene obale kanadske pokrajine Britanske Kolumbije. Ostaci velikih zajedničkih kuća od cedrovine, zajedno s urezanom mrtvačnicom i spomen stupovima, ilustriraju umjetnost i način života naroda Haida. Selo, u kojemu se živjelo sve do 1880-ih, obilježava dnevnu kulturu naroda Haida i njihov odnos prema kopnu i moru temeljen na lovu i ribolovu, te nudi vidljivi ključ njihove usmene predaje. Zbog toga je selo SGang Gwaay upisano na UNESCO-ov popis mjesta svjetske baštine u Sjevernoj Americi još 1981. godine.

## Naziv
Njegovo haida ime, SGang Gwaay Llanagaay, potječe od plačnog zvuka koji proizvodi vjetar prolazeći kroz rupe u morskim stijenama prilikom određene razine plime, dok je engleski naziv Ninstints nastao po najsnažnijem poglavici naroda Kunghit Haida u vrijeme dolaska Britanaca na otočje polovicom 19. stoljeća.
Tijekom 18. i 19. stoljeća, selo je bilo poznato i kao Koyahs ili Coyahs (tj. Quee-ah), po tadašnjem poglavici Koyahu. Naime, tadašnji običaj brodskih kapetana je bio da indijanska sela zovu po imenu po imenu njegova poglavice.

## Povijest
Prvi tragovi ljudi na otoku datiraju prije gotovo 2.000 godina. Poglavice SGang Gwaaya su održavale savezništvo s narodom Tsimshian iz sela Kitkatla na priobalnom Otoku dupina, s kojima su zajedno ratovali protiv Haida iz sela Skidegate koji se nalazi na istočnoj obali Grahamovog otoka, najvećeg otoka otočja Haida Gwaii.
Tijekom pomorske trgovine krznima, od 1780-ih selo su posjećivali britanski i američki brodski kapetani. 1789. godine, američki kapetan John Kendrick je ponizio poglavicu Koyaha zatočivši ga na brodu dok nije vraćena ukradena odjeća. Dvije godine kasnije kapetan se vratio, a Haide su napale njagov brod Washington. Poglavica Koyah je najvjerojatnije ubijen prilikom napada na brodicu Union kapetana Johna Boita, 1795. godine.
1862. godine, Haide iz SGang Gwaaya je pokosila epidemija malih boginja, i do 1885. godine većina preživjelih stanovnika se preselila u Skidegate, selo njihovih dojučerašnjih ljutih neprijatelja. Selo nije bilo potpuno napušteno sve do 1880-ih kada je oko 25 indijanaca znalo prezimiti tamo prije odlaska na ljetni lov i ribolov uz otočje.

## Odlike
SGang Gwaay je najjužnije haida selo, smješteno na malom otoku između središnjeg otoka Moresby na sjeveru i zapadno od najjužnijeg otoka otočja, Kunghita. U njemu je sačuvan najveći broj haida totema na njihovom izvornom mjestu, njih 32, od kojih se mnoge smatra za umjetnička djela, iako su prepušteni propasti zbog vlažne klime kišne šume. Ovi drveni stupovi, oblikovani sa stiliziranim antropozoomorfnim figurama, su postali zaštitni znak Haida naroda i Haida Gwaii otočja, te velika turistička atrakcija.
Pored njih sačuvano je i deset velikih kuća od cedrovine u kojima su stanovale velike zajednice, te izrezbarena mrtvačnica s kostima predaka. Selo je jako zabačeno i do njega se može doći samo brodom ili zrakoplovima iz gradova na sjevernom dijelu otočja.
Sam otok ima jedinstvenu otočnu bioraznolikost koja se razvila stotinama tisuća godina i uvelike se razlikuje od one na obližnjem kopnu. Tako su vrste koje se mogu naći na kopnu, kao što su američki crni medvjed, kuna zlatica, hermelin i jelenjski miš (Peromyscus), veći od svojih kopnenih rođaka.
Također, oko 1,5 milijuna morskih ptica se gnijezdi duž 4.700 km dugih obala otočja, a od njih pola vrsta se mogu pronaći na otoku SGang Gwaay: Cerorhinca monocerata, Synthliboramphus antiquus, Fratercula cirrhata, Fratercula corniculata, Ptychoramphus aleuticus, Oceanodroma leucorhoa i Oceanodroma furcata. U moru uz otočnu obalu živi obilje morskih životinja kao što su: losos, haringa, halibut, Sebastidae, dagnje, rakovi, morske zvijezde, hobotnica, itd. Sivi kitovi prilikom svoje selidbe do Beringovog mora svoja proljeća proveode uz obalu otočja, zajedno s dupinima, pliskavicama i običnim tuljanima (Halichoerus grypus).

## Vanjske poveznice
- MacDonald, George F. 1983. Ninstints, Haida World Heritage Site. University of British Columbia Press. ISBN 978-0-7748-0163-8
- Galerija fotografija  Arhivirana inačica izvorne stranice od 17. lipnja 2012. (Wayback Machine) (engl.)